# Cuerpo de ejército
Un cuerpo de ejército es una unidad militar integrada por dos o más divisiones que actúan más o menos juntas y bajo un único mando, normalmente un teniente general, aunque otros ejércitos tienen rangos como general o mariscal de campo.

## Características de un cuerpo de ejército
Por el volumen de las unidades que lo forman, los cuerpos de ejército suelen contar con un número de efectivos que oscilan entre los 20 000 y los 40 000 soldados, generalmente de varias armas, como la fuerza aérea y el ejército de tierra.
Puede ser la mayor unidad existente en las fuerzas armadas de un país, pero algunas naciones a duras penas podrían reunir suficientes efectivos para formarlas y, por tanto, son unidades que se estudian en las academias militares solo teóricamente.
En las Fuerzas Armadas de España, un cuerpo de ejército se forma por dos o más divisiones, de unos 9000 hombres cada una (entre soldados, artillería, ingenieros y demás unidades especializadas), bajo el mando de un teniente general. Cada división se divide en cuatro brigadas, cada una de éstas en tres batallones, formados a su vez por cuatro compañías, compuestas estas de cuatro secciones de 32 hombres cada una.
La reunión de todos los cuerpos da como resultado casi la totalidad del Ejército de Tierra de España.
El Ejército del Paraguay se constituye de tres cuerpos de ejército. Cada cuerpo de ejército (6402 elementos de tropa aproximadamente) está formado por tres divisiones, que a su vez se componen de tres regimientos, los cuales están integrados a su vez por tres batallones, y estos por tres compañías (el arma de caballería cuenta con escuadrones en lugar de compañías), y éstas se dividen en pelotones de acuerdo a las necesidades operativas.

## General de Cuerpo de Ejército
Un general de cuerpo de ejército es un rango que ostenta un oficial general de las fuerzas armadas que comanda un cuerpo de ejército. El rango tiene su origen en el Ejército francés y lo utilizan varios países. Normalmente, el rango está por encima de general de división y por debajo de general de ejército y se corresponde con el rango de teniente general. En algunos países como España, Brasil y Perú no se utiliza el grado de general de cuerpo de ejército, en España, el grado de general de cuerpo de ejército se sustituye por el grado de teniente general, mientras que en Brasil y Perú, el rango de general del ejército está por encima de general de división. En Argelia el rango de general de cuerpo de ejército fue creado en noviembre de 1994 como el rango más alto del Ejército Nacional Popular, siendo inferior al rango de general de división. Su insignia de rango muestra tres estrellas. El primer oficial argelino que fue ascendido a ese rango fue el general Mohamed Lamari, Jefe de Estado Mayor del ENP entre los años 1993 y 2004. En 2006, tres oficiales argelinos fueron ascendidos al rango: Ahmed Gaid Salah, Jefe del Estado Mayor del ENP, Bennabes Ghzeiel, asesor militar del Presidente de la Nación Abdelaziz Bouteflika y exjefe de la Gendarmería Nacional de Argelia y Toufik Mediene, Jefe del Departamento de Inteligencia y Seguridad. En julio de 2015, se les unieron el general Ahmed Bousteila, comandante de la Gendarmería Nacional y el general Benali Benali, comandante de la Guardia Republicana de Argelia.

## Cuerpos de ejército famosos
- El Eurocuerpo al servicio de la Unión Europea.
- La Guardia Republicana Iraquí fue el pilar fundamental del Ejército de Irak y la que más resistencia opuso a los ejércitos de la Coalición en la Operación Tormenta del Desierto y posteriormente en la guerra de Irak a todo el ejército de EE. UU., que llegaban incluso a cortar las torres de los carros de combate de sus barcazas.[1]
- Los Chung Lung lo integraban las divisiones mejor entrenadas y armadas del Viet Minh durante la guerra de Indochina. Estaban mandados por los mejores oficiales del Ejército y en algunas ocasiones, como en la batalla de Dien Bien Phu, por el propio Vo Nguyen Giap.[2] Los Chung Lung fueron despreciados inicialmente por los franceses, pero tras varios años de entrenamiento y lucha lograron derrotar a la legendaria Legión extranjera francesa, causándole a Francia una de las mayores derrotas de su historia.[3]
- X Cuerpo de las Naciones Unidas: integrado principalmente por soldados y mandos estadounidenses, realizó el desembarco en Inchon durante la guerra de Corea, siendo una de las pocas acciones sorprendentes de aquella contienda.[4]
- El Segundo Cuerpo, comandado por el coronel Rafael de la Cruz Franco, el más importante de los tres Cuerpos de ejército paraguayos en la guerra del Chaco. A este Cuerpo se le atribuye la aniquilación de dos divisiones bolivianas y la rendición de varias más.[5][6][7]
- El Afrika Korps al mando del mariscal de campo Erwin Rommel en la Segunda Guerra Mundial fue el cuerpo de ejército que puso en aprietos a los ejércitos aliados que se encontraban en el norte de África desde inicios de 1941 hasta mediados de 1943.